# ジブチ空軍
ジブチ空軍 (DAF) (フランス語: Force Aérienne du Djibouti:FAdD、ソマリ語: Ciidanka Cirka Jabuuti)は、ジブチの空軍。
1977年6月27日にフランスからジブチ共和国が独立した後、ジブチ国防軍の一部として設立された。
ジブチ空軍は、ジブチの領空を防衛し、地上のジブチ陸軍を支援することが任務とされ、陸軍の指揮下におかれていた。
ジブチ基地に司令部を置く。
2024年時点で、250人の人員により、少数の輸送機とヘリコプターを運用している。 

## 歴史
発足当初の航空機は、フランス製の3機のノール N.2501 トラトラ輸送機とアルエット IIヘリコプターだった。
1982年、ジブチ空軍は、2機のユーロコプターAS355 エキュレイユヘリコプター、また1985年にセスナ402C、続いてセスナ 206によって増強された。
1985年、アエロスパシアル アルエット IIIが退役し、アンブール空軍基地で展示された。2年後、3機のノール ノラトラ輸送機も退役、しばらく基地で展示された後フランスに返還された。 
1991年に導入したセスナ 208 キャラバンに続き、90年代前半にはロシア製の機種が続けて導入された。
これらは、4機のMi-2、6機のMi-8、2機のMi-17ヘリコプター、および1機のアントノフAn-28小型輸送機であった。
パイロットの育成、教育は、必要に応じてフランスで実施されたあと、ジブチ国内でも継続して訓練されるが、新しいパイロットの需要は低い。

## 装備

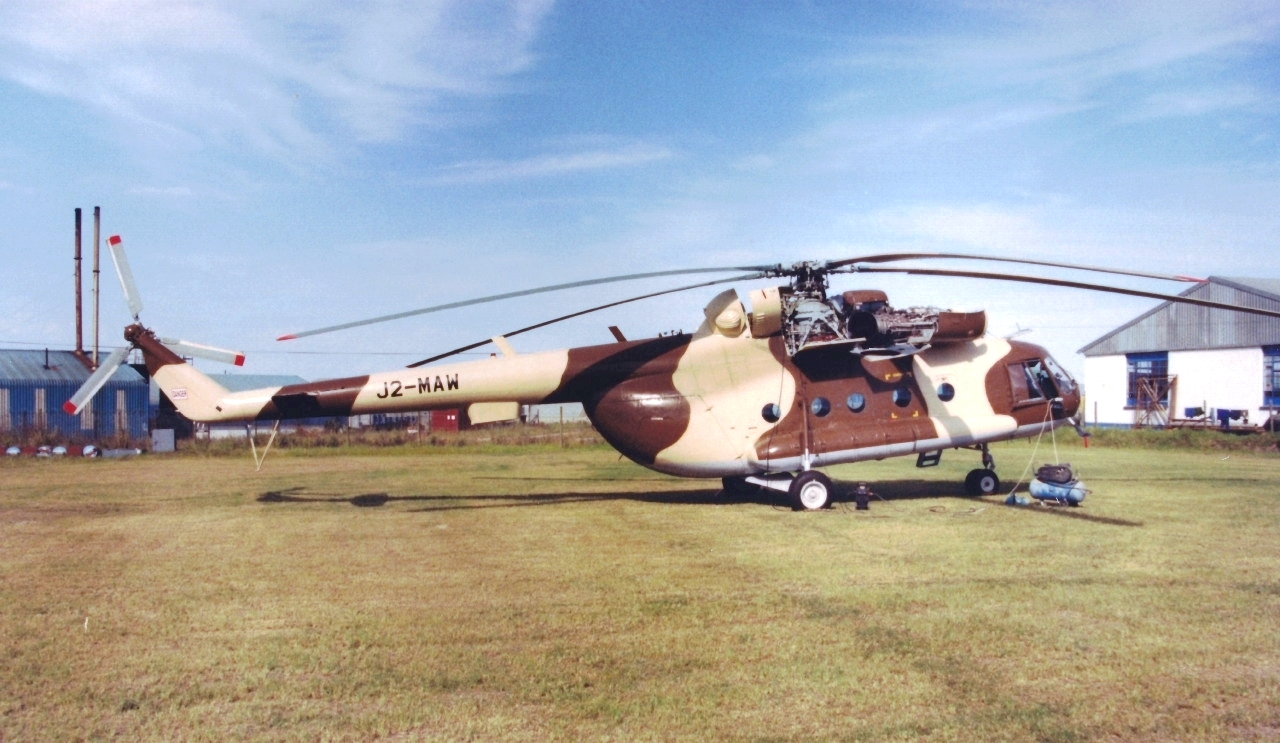
ジブチ空軍のMi-17

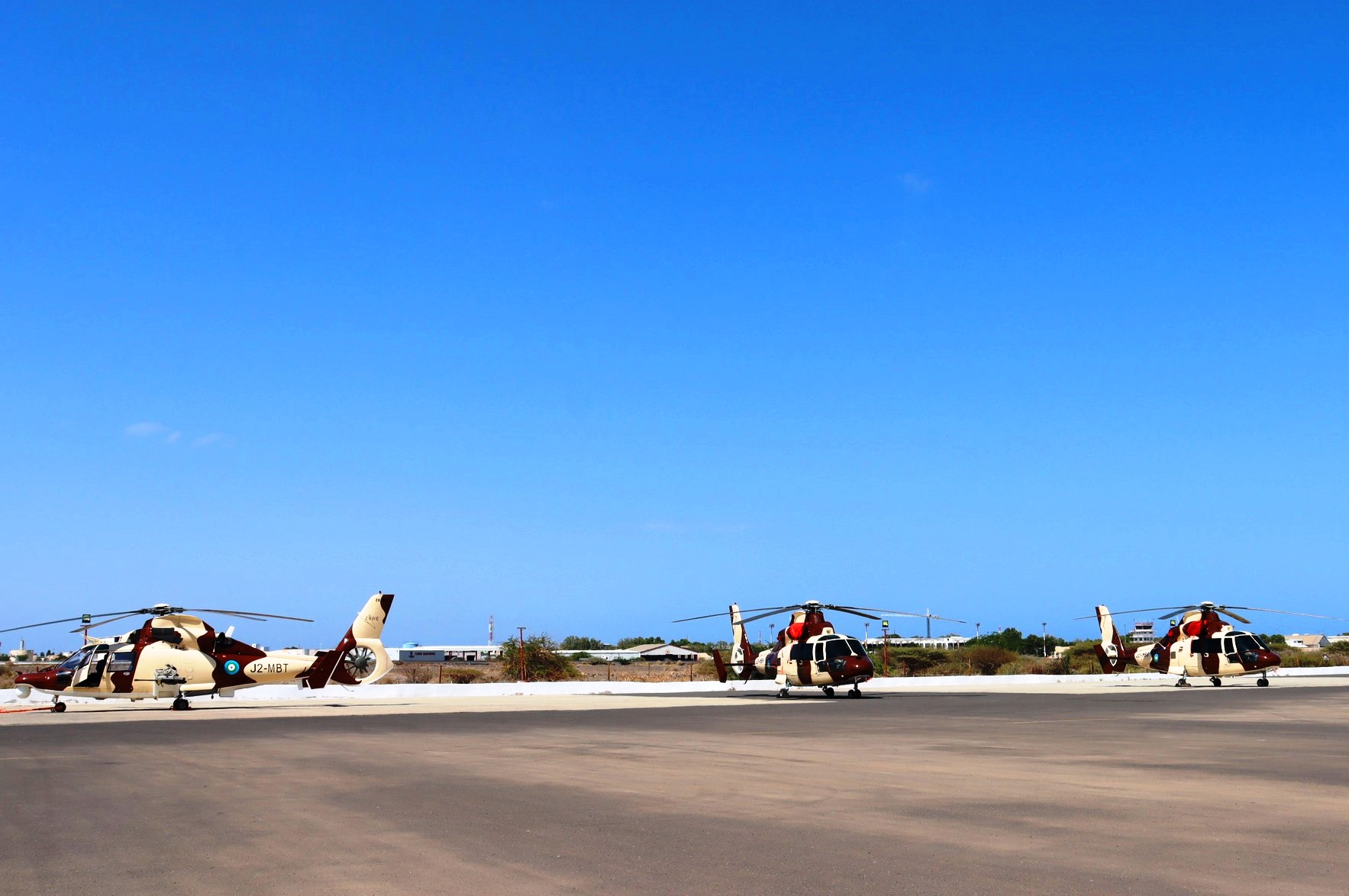
ジブチ空軍のAS365とZ-9

| 機体名                           | 開発国           | 機種             | 派生型    | 用途   | 備考                                                                 |        |
| 輸送機                           | 輸送機           | 輸送機           | 輸送機    | 輸送機 | 輸送機                                                               | 輸送機 |
| -------------------------------- | ---------------- | ---------------- | --------- | ------ | -------------------------------------------------------------------- | ------ |
| MA-60                            | 中国             | 輸送機           | MA60H-500 | 1      | 2014年6月に、ソマリア平和維持部隊の支援と要人輸送用として1機を受領。 |        |
| Y-12                             | 中国             | 輸送機           | Y-12E     | 2      | 2016年7月に2機を受領。                                               |        |
| セスナ 206 ステーショネア        | アメリカ合衆国   | 汎用輸送機       | U206G     | 1      |                                                                      |        |
| セスナ 208 キャラバン            | アメリカ合衆国   | 汎用輸送機       |           | 1      |                                                                      |        |
| L-410                            | チェコスロバキア | 輸送機           | L-410UVP  | 1      |                                                                      |        |
| ショート C-23 シェルパ           | イギリス         | 輸送機           |           | 2      | 元アメリカ軍機                                                       |        |
| ヘリコプター                     |                  |                  |           |        |                                                                      |        |
| Mi-17                            | ロシア           | 汎用輸送ヘリ     |           | 1      |                                                                      |        |
| Mi-8                             | ロシア           | 汎用輸送ヘリ     | Mi-8T     | 1      |                                                                      |        |
| Mi-24                            | ロシア           | 攻撃ヘリコプター | Mi-35     | (2)    | 保管状態                                                             |        |
| ユーロコプターAS355 エキュレイユ | フランス         | 汎用ヘリコプター | AS355F    | 2      |                                                                      |        |
| ユーロコプター AS365 ドーファン  | フランス         | 汎用ヘリコプター |           | 4      | サウジアラビアの支援で取得。                                         |        |
| Z-9                              | 中国             | 汎用ヘリコプター | Z-9WE     | 1      |                                                                      |        |
| 無人航空機                       |                  |                  |           |        |                                                                      |        |
| バイラクタル TB2                 |                  | 無人攻撃機       |           | 2+     | MAN-L レーザー誘導爆弾で武装                                         |        |